# Championnat d'Espagne masculin de handball 2021-2022
Navigation
Liga ASOBAL 2020-2021 Liga ASOBAL 2022-2023
Le Championnat d'Espagne masculin de handball 2021-2022 est la soixante-et-onzième édition de cette compétition.
Le FC Barcelone remporte une nouvelle fois le Championnat ainsi que toutes les compétitions auquel il est engagé (Coupe du Roi, Coupe ASOBAL, Supercoupe et sa onzième Ligue des champions). Si le club concède officiellement une défaite, il s'agit en réalité d'une rencontre perdue sur tapis vert face à Torrelavega, pour avoir fait jouer le joker qatari Youssef Benali alors qu'il n'était pas inscrit.
Granollers termine à la deuxième place, une première pour le club catalan depuis 1993, et devance le CD Bidasoa. En bas de tableau, le BM Nava (es), après 3 saisons en Liga ASOBAL et le Los Dólmenes Antequera (es), promu, sont reléguées à l'étage inférieur.

## Présentation

### Modalités
Les seize meilleurs clubs d'Espagne s'affrontent en matchs aller-retour du 11 septembre 2021 au 29 mai 2022.
Le club classé premier à l'issue des 30 journées est sacré champion d'Espagne et se qualifie pour la Ligue des champions. Les deux derniers sont relégués en deuxième division et sont remplacés par deux clubs promus.

### Participants
Après une saison avec 18 clubs en conséquence de la saison 2019-2020 arrêtée à cause de la pandémie de Covid-19, le championnat réunit à nouveau seize équipes : quatorze équipes maintenues et deux promus Club Deportivo Torrebalonmano (es) et Los Dólmenes Antequera (es)).

## Compétition

### Classement
|    | Équipe                        | Pts | J  | G  | N | P  | Bp   | Bc  | Diff |
| -- | ----------------------------- | --- | -- | -- | - | -- | ---- | --- | ---- |
| 1  | FC Barcelone T S C L          | 57  | 30 | 28 | 1 | 1  | 1052 | 797 | 255  |
| 2  | BM Granollers                 | 44  | 30 | 21 | 2 | 7  | 936  | 853 | 83   |
| 3  | CD Bidasoa                    | 42  | 30 | 20 | 2 | 8  | 887  | 803 | 84   |
| 4  | CB Benidorm                   | 35  | 30 | 16 | 3 | 11 | 876  | 850 | 26   |
| 5  | BM Ciudad Encantada Cuenca    | 34  | 30 | 16 | 2 | 12 | 888  | 883 | 5    |
| 6  | CB Ciudad de Logroño          | 34  | 30 | 17 | 0 | 13 | 945  | 924 | 21   |
| 7  | CB Ademar León                | 30  | 30 | 14 | 2 | 14 | 939  | 945 | -6   |
| 8  | SCDR Anaitasuna               | 29  | 30 | 13 | 3 | 14 | 902  | 876 | 26   |
| 9  | BM Huesca                     | 28  | 30 | 11 | 6 | 13 | 880  | 896 | -16  |
| 10 | CB Puente Genil               | 26  | 30 | 12 | 2 | 16 | 861  | 881 | -20  |
| 11 | BM Torrebalonmano (es) P      | 26  | 30 | 11 | 4 | 15 | 850  | 865 | -15  |
| 12 | BM Cangas                     | 26  | 30 | 11 | 4 | 15 | 832  | 851 | -19  |
| 13 | Atlético Valladolid           | 22  | 30 | 9  | 4 | 17 | 857  | 931 | -74  |
| 14 | BM Sinfín                     | 21  | 30 | 8  | 5 | 17 | 793  | 862 | -69  |
| 15 | BM Nava (es)                  | 20  | 30 | 8  | 4 | 18 | 832  | 921 | -89  |
| 16 | Los Dólmenes Antequera (es) P | 6   | 30 | 2  | 2 | 26 | 713  | 905 | -192 |

Ligue des champions
- Champion et qualifié

Ligue européenne
- Qualifié
- Invité

Relégation en División de Honor Plata
- Barrage de relégation
- Relégué

Classement officiel
Abréviations
- T : Tenant du titre 2021
- P : Promus de División de Honor Plata
- C : Vainqueur de la Coupe du Roi
- L : Vainqueur de la Coupe ASOBAL
- S : Vainqueur de la Supercoupe

### Barrage de relégation
| Date aller        | Équipe 1        | Score   | Score   | Score   | Équipe 1  | Date retour       |
| Date aller        | Équipe 1        | Aller   | Total   | Retour  | Équipe 1  | Date retour       |
| ----------------- | --------------- | ------- | ------- | ------- | --------- | ----------------- |
| 01/06/2022, 21h00 | Horneo Alicante | 29 - 36 | 61 - 67 | 32 - 31 | BM Sinfín | 04/06/2022, 18h00 |

Le BM Sinfín est maintenu et l'Horneo Alicante reste en D2.

## Statistiques et récompenses

### Récompenses
À l'issue du championnat d'Espagne, une nouvelle fois dominé par le FC Barcelone qui a remporté tous les titres nationaux, l'équipe-type de la saison est :
| Poste           | Joueur                  | Équipe                 |
| --------------- | ----------------------- | ---------------------- |
| Meilleur joueur | Dika Mem                | FC Barcelone           |
| Gardien de but  | Gonzalo Pérez de Vargas | FC Barcelone           |
| Ailier gauche   | Daniel Fernández        | BM Cangas              |
| Arrière gauche  | Antonio García          | BM Granollers          |
| Demi-centre     | Agustín Casado          | CB Ciudad de Logroño   |
| Arrière droit   | Dika Mem                | FC Barcelone           |
| Ailier droit    | Aleix Gómez             | FC Barcelone           |
| Pivot           | Ludovic Fabregas        | FC Barcelone           |
| Défenseur       | Thiagus dos Santos      | FC Barcelone           |
| Entraîneur      | Alex Mozas              | BM Torrebalonmano (es) |
| Espoir          | Alex Rubiño             | CB Ciudad de Logroño   |

### Statistiques
Les meilleurs buteurs sont :
| #  | Joueur                     | Club                       | Buts | MJ | Moy  |
| -- | -------------------------- | -------------------------- | ---- | -- | ---- |
| 1  | José María Márquez         | BM Granollers              | 207  | 30 | 6,90 |
| 2  | Gonzalo Pérez Arce (es)    | CB Ademar León             | 200  | 30 | 6,67 |
| 3  | Thiago Alves Ponciano (en) | BM Ciudad Encantada Cuenca | 169  | 30 | 5,63 |
| 4  | David Iglesias             | BM Cangas                  | 156  | 30 | 5,20 |
| 5  | Francisco Javier Castro    | BM Sinfín                  | 155  | 30 | 5,17 |
| 6  | Jorge Serrano              | Atlético Valladolid        | 154  | 22 | 7,00 |
| 6  | Pol Valera                 | BM Granollers              | 154  | 29 | 5,31 |
| 8  | Agustín Casado             | CB Ciudad de Logroño       | 151  | 27 | 5,59 |
| 9  | Daniel Fernández           | BM Cangas                  | 149  | 30 | 4,97 |
| 10 | Rudolph Hackbarth (en)     | BM Huesca                  | 147  | 30 | 4,90 |

## Bilan de la saison
| Tableau d'honneur de la saison 2021-2022 |                             |                                |
| Compétition                              | Vainqueur                   | Commentaire                    |
| Championnat d'Espagne                    | FC Barcelone                | 28e titre                      |
| Coupe du Roi                             | FC Barcelone                | 22e titre                      |
| Coupe ASOBAL                             | FC Barcelone                | 16e titre                      |
| Supercoupe d'Espagne                     | FC Barcelone                | 23e titre                      |
| Bilan en coupes d'Europe 2021-2022       |                             |                                |
| Compétition                              | Qualifiés                   | Commentaire                    |
| Ligue des champions                      | FC Barcelone                | Champion                       |
| Ligue européenne                         | CD Bidasoa                  | 1/8 de finale                  |
| Ligue européenne                         | CB Ademar León              | Phase de groupe                |
| Ligue européenne                         | CB Ciudad de Logroño        | Deuxième tour                  |
| Ligue européenne                         | BM Granollers               | Deuxième tour                  |
| Qualifications européennes 2022-2023     |                             |                                |
| Compétition                              | Qualifiés                   | Commentaire                    |
| Ligue des champions                      | FC Barcelone                | Champion d'Espagne             |
| Ligue européenne                         | BM Granollers               | Deuxième du championnat        |
| Ligue européenne                         | CD Bidasoa                  | Troisième du championnat       |
| Ligue européenne                         | CB Benidorm                 | Quatrième du championnat       |
| Ligue européenne                         | BM Ciudad Encantada Cuenca  | Cinquième du championnat       |
| Ligue européenne                         | CB Ciudad de Logroño        | Sixième du championnat         |
| Promotions et relégations                |                             |                                |
| Relégués en Division 2                   | BM Nava (es)                | Après 3 saisons en Liga ASOBAL |
| Relégués en Division 2                   | Los Dólmenes Antequera (es) | Après 1 saison en Liga ASOBAL  |
| Promus de Division 2                     | ADC Guadalajara             | Champion                       |
| Promus de Division 2                     | BM Cisne (es)               | Vice-champion                  |